# USS Charlotte (SSN-766)
El USS Charlotte (SSN-766), es un submarino de clase Los Ángeles de la Armada de los Estados Unidos, y es el cuarto buque en recibir dicho nombre en honor a la ciudad de Charlotte, Carolina del norte. El contrato para su construcción, fue  concedido a  Newport News Shipbuilding and Dry Dock Company de Newport News, Virginia el 6 de febrero de 1987 y su quilla fue puesta en grada el 17 de agosto de 1990. Fue botado el 3 de octubre de 1992 amadrinado por Mary McComack, y entró en servicio el 16 de septiembre de 1994, con el comandante Michael Matthews al mando.

## Historial

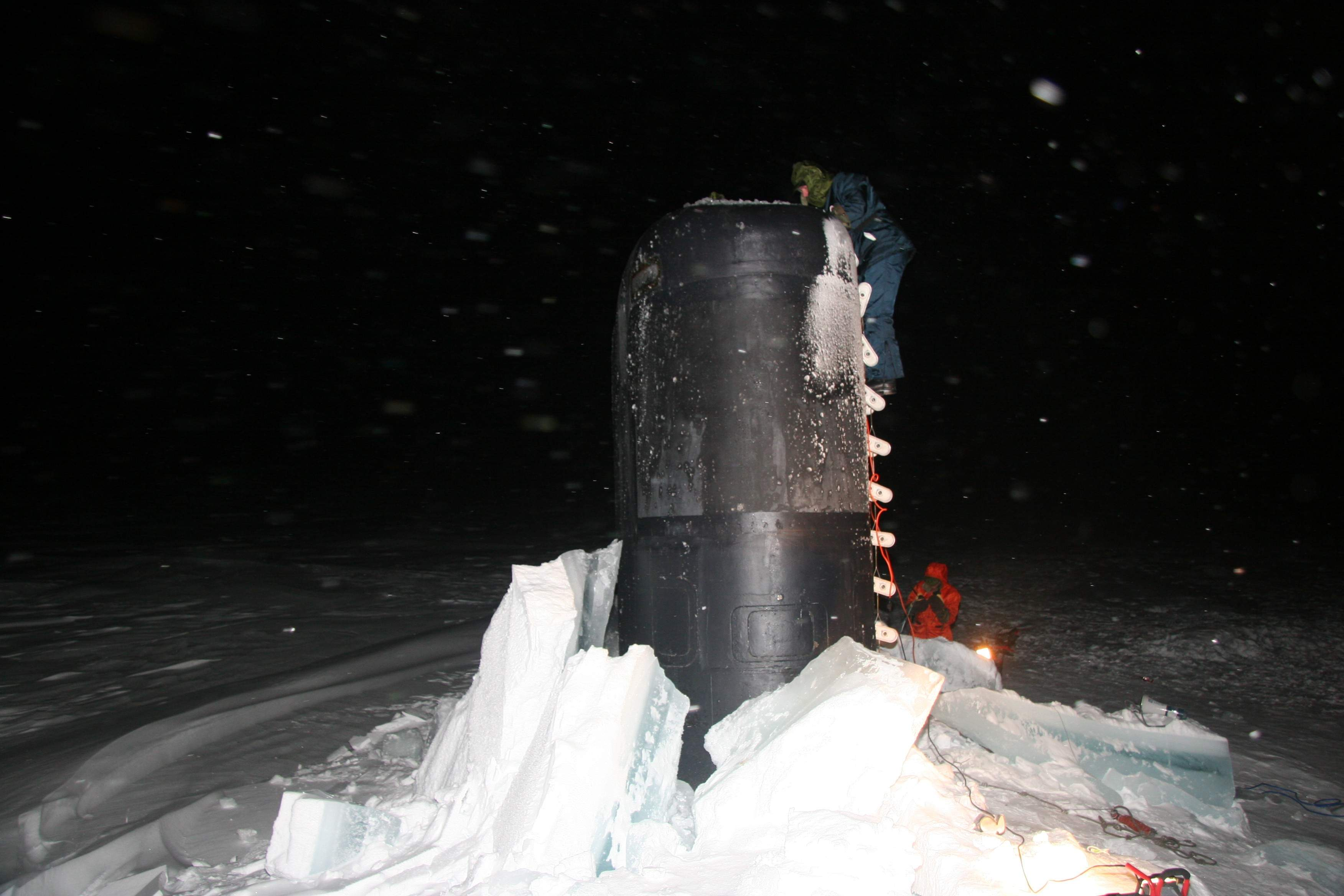
El USS Charlotte en le polo norte

El 29 de noviembre de 2005, El USS Charlotte arribó a Norfolk, Virginia, tras haber realizado la ruta del norte desde Pearl Harbor, bajo la capa de hielo del  Árctico. Durante la travesía, emergió a través de una capa de hielo de 1550 mm, un récord para un submarino de clase Los Ángeles.
El 24 de octubre de 2007, el USS Charlotte volvió a Pearl Harbor desde la base naval de Norfolk tras pasar dos años en periodo de modernización Depot Modernization Period.

## ElCharlotteen la ficción
En el libro de Tom Clancy Deuda de honor, El USS Charlotte es hundido por el submarino japonés  Harushio junto a su gemelo, el USS Asheville.
El USS Charlotte también hace aparición en la novela de Dan Brown La conspiración, donde juega un importante papel realizando misiones secretas en el círculo polar ártico.